# Fußpuder

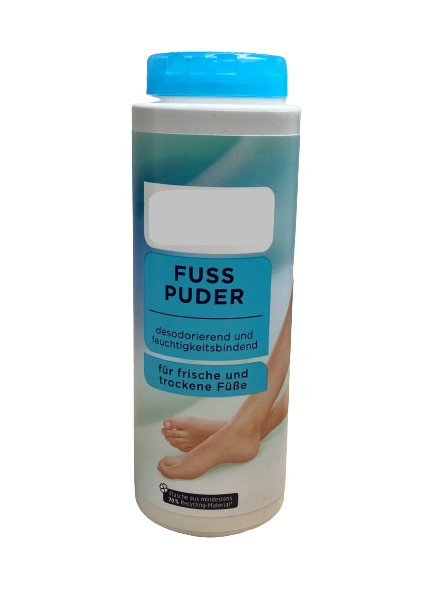
Fußpuder

Fußpuder ist ein deodorierendes Fußpflegeprodukt, das bei Schweißgeruch eingesetzt wird.

## Anwendung
Fußpuder besitzt hautglättende, kühlende, antiseptische und deodorierende Eigenschaften, sodass es bei Fußschweiß, Fußgeruch, brennenden und müden Füßen verwendet wird.

## Inhaltsstoffe

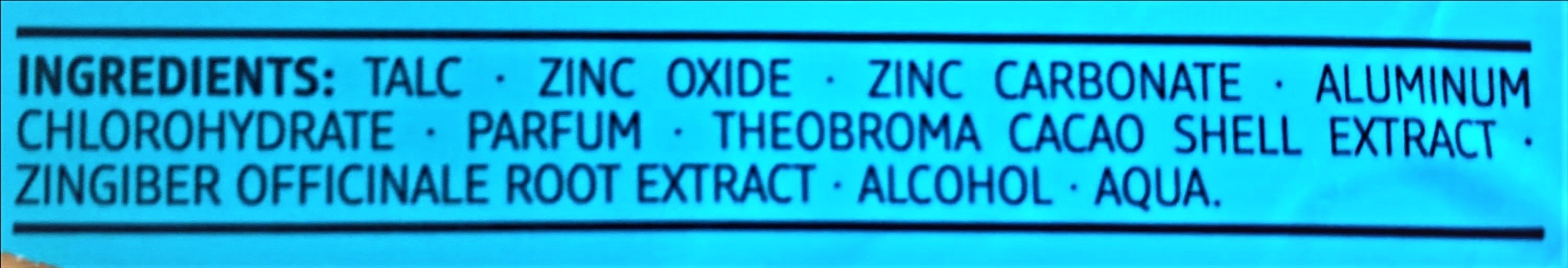
Inhaltsstoffe eines Fußpuders

Als Grundlage enthalten Fußpuder Talkum. Darüber hinaus kommen absorbierende Stoffe (z. B. Siliciumdioxid), Antitranspirantien (z. B. Aluminiumsalze) und Salicylsäure zum Einsatz.